# Lasiochlamys hurlimannii
Espèce
Statut de conservation UICN

EN : En danger
Synonymes
- Xylosma hurlimannii Guillaumin[1],[2] (basionyme)

Lasiochlamys hurlimannii (variante orthographique : L. huerlimannii) est une espèce de plantes à fleurs du genre Lasiochlamys, de la famille des Salicaceae, endémique de Nouvelle-Calédonie. L'espèce est classée « en danger » sur la Liste rouge de l'UICN, et est donc protégée.

## Taxonomie
L'espèce est décrite pour la première fois par André Guillaumin en 1953. Il la classe dans le genre Xylosma sous le nom binomial Xylosma hurlimannii qui en constitue le basionyme,. Elle est nommée en hommage à Hans Hürlimann. En 1974, Hermann Otto Sleumer déplace l'espèce dans le genre Lasiochlamys sous le nom correct Lasiochlamys hurlimannii,.

## Description
C'est un arbuste de 2 m, étalé à rameaux allongés, rugueux, couverts de lenticelles. Les feuilles sont rigides, coriaces, un peu cordées à la base, obtuses au sommet ; leur bord est régulièrement denté ; les nervures secondaires sont saillantes.
Les fleurs femelles sont blanchâtres, sur des fascicules pauciflores ; les fleurs mâles sont inconnues. Les fruits sont ovoïdes ; ils contiennent 2 à 3 graines. L'espèce est mal connue.

## Habitat et répartition
L'espèce n'est connue que sur la Grande Terre (Nouvelle-Calédonie) sur les monts Couvélée (Haute Dumbéa). Elle a pour habitat les sous-bois de la forêt dense humide, sur sol plus ou moins profond, sur substrat ultramafique.

## Publication originale
- (en) H. Sleumer, « A concise revision of the Flacourtiaceae of New Caledonia anf the Loyalty Islands », Blumea: Biodiversity, Evolution and Biogeography of Plants, vol. 22, no 1,‎ 1er janvier 1974, p. 128 (ISSN 2212-1676, lire en ligne, consulté le 8 janvier 2021)